# FMOD
FMOD – biblioteka programistyczna służąca do ładowania i odtwarzania dźwięków, poddawaniu ich działaniu efektów DSP, obsługi dźwięku 3D itp. 
Jest dostępna dla większości popularnych systemów operacyjnych i urządzeń odtwarzających muzykę:
- Microsoft Windows
- Microsoft Windows 64bit (AMD64)
- Linux
- Linux 64bit (AMD64)
- Macintosh OS8/9/X and OSX for x86
- Sony PlayStation 2
- Sony PlayStation 3
- Sony PSP
- Microsoft Xbox
- Microsoft Xbox 360
- Nintendo GameCube
- Nintendo Wii (wsparcie planowane)

FMOD nie jest oprogramowaniem otwartym, ale jest dostarczany wraz z kodem źródłowym za dodatkową opłatą. Jest bezpłatny do użytku niekomercyjnego. Z systemu tego korzysta kilka większych projektów (np. World of Warcraft, Crysis, Call of Duty 4, Starcraft 2).
FMOD EX to nazwa najnowszej wersji tej biblioteki, charakteryzującej się dużymi zmianami projektowymi w stosunku do serii 3.XX. W jej skład wchodzi program komputerowy o nazwie FMOD Designer, służący do tworzenia bibliotek plików muzycznych i ich odtwarzania.
Wspierane formaty plików (poprzez pluginy): AIFF, ASF, ASX, DLS, FLAC, FSB, IT, M3U, MID, MOD, MP2, MP3, OGG, PLS, RAW, S3M, VAG, WAV, WAX, WMA, XM, XMA